# Nikola Poplašen
Nikola Poplašen (Никола Поплашен, nacido en 1951 cerca Sombor en Vojvodina) es un político serbobosnio, presidente de la República Srpska desde 1998, en que sucedió a Biljana Plavšić. En 1999 fue destituido por el Alto Representante Internacional de la ONU para Bosnia, Carlos Westendorp.